# أسماء الحمزاوي
أسماء الحمزاوي ‏ (1998 في الدار البيضاء -) مغنية، وموسيقية من المغرب.
أسماء حمزاوي هي أصغر سفيرات فن كناوة وزعيمة فرقة بنات تومبوكتو، والتي ورثته عن والدها رشيد حمزاوي. تعلمت العزف على آلة الكمبري في سن مُبكرة، وكانت تُرافق والدها في الحفلات والمهرجانات. كانت من بين الموضوعات التي تتناولها بعد المسافة والمعاناة، ذاكرة أفريقيا الحاضرة في كل مكان. شاركت مع فاتوماتا دياوارا في مهرجان كناوة في دورته لعام 2018 لتُتشاركا حب التراث الفني الأفريقي والعمل على استدامة الثقافة الكناوية بلمسة شخصي.
شاركت في مهرجانات غنائية عديدة خارج وطنها المغرب كمهرجان قرطاج بتونس وبوماكو بمالي واوسلو للموسيقى العالمية، ولها إساهمات في بعض الأعمال الفنية الوطنية لبعض الدول ضمنها السودان، والتي أسهمت فيه مع المغنية اليوغندية شيفا موسيسي والإثيوبي محمود أحمد في أحد الأعمال الضخمة بمناسبة ذكري الاستقلال حمل اسم أنا أفريقي أنا سوداني